# Caril Ann Fugate
Caril Ann Fugate (30 de julio de 1943) es la mujer más joven en la historia de los Estados Unidos hasta la fecha en ser juzgada por asesinato en primer grado. Tenía 14 años de edad cuando ocurrieron los asesinatos, aunque nunca confesó su participación en los crímenes. Fue condenada en 1959 a cadena perpetua por su participación y complicidad en una serie de asesinatos (incluyendo el de su madre, su padrastro y el de su media hermana) que ocurrieron entre diciembre de 1957 y enero de 1958 en los estados de Nebraska y Wyoming, junto a su novio adolescente Charles Starkweather.
Actualmente vive en libertad condicional desde 1976 tras haber permanecido 17 años en prisión.

## Antecedentes de la juerga de crímenes
Caril Ann Fugate vivía en Lincoln, Nebraska, con su madre y su padrastro. En 1956, a los 13 años, conoció e inició una relación sentimental con Charles Starkweather, un desertor de secundaria quien tenía 18 años de edad en ese momento, a quien conoció a través de su hermana Barbara, que estaba saliendo con el amigo de Starkweather, Bob von Busch. Starkweather trabajaba como descargador de camiones en el almacén de periódicos de la Western Union. El 21 de enero de 1958, más tarde alegaría Fugate que, volviendo a casa encontró que Starkweather había disparado y asesinado a su padrastro, Marion Bartlett, y su madre, Velda. Y que Starkweather también golpeó a su media hermana Betty Jean de 2 años de edad, causándole traumatismo en la cabeza con un objeto contundente, y la apuñaló en el cuello. Durante los seis días siguientes la pareja vivió en la casa y ahuyentaban a todas las personas que iban de visita, lo que hizo sospechar a la abuela de Fugate, quien llamó a la policía. Para entonces Fugate y Starkweather ya habían huido. Los tres cuerpos fueron más tarde encontrados enterrados en el jardín de la propiedad.

## Asesinato de Robert Jensen y Carol King
Mientras Fugate y Starkweather conducían por la carretera su vehículo se atascó en el barro y se averió, por lo que decidieron abandonarlo. Caminando por la carretera vieron unas luces e hicieron autoestop para que el auto parase; el auto se detuvo y allí se encontraban Robert Jensen y su novia, Carol King, dos adolescentes locales, que se detuvieron en su ayuda. Ellos les pidieron que los llevasen a una gasolinera, Jensen preguntó a Starkweather y Fugate el motivo por el cual llevaban armas, y estos contestaron que no estaban cargadas; cuando llegaron a la gasolinera estaba cerrada y Charles les apuntó con el arma y los obligó a volver a la granja; luego los obligaron a bajar y los mataron a ambos. King fue encontrada parcialmente desnuda y apuñalada varias veces en el abdomen tras recibir un disparo. Fugate y Starkweather se acusaron mutuamente de la muerte de la joven, mientras que Starkweather admitió abiertamente solo matar al chico.
A continuación huyeron de Bennet a la sección más rica de la ciudad de Lincoln en el automóvil robado de Jensen.

## Juicio y sentencia
Charles Starkweather insistió en que aunque había matado personalmente a la mayoría de las víctimas, Fugate también había participado voluntariamente en algunos de los asesinatos. Él fue condenado a morir en la silla eléctrica y fue ejecutado 17 meses más tarde en la penitenciaría del Estado de Nebraska en Lincoln, el 25 de junio de 1959, a la edad de 20 años.
Caril Fugate nunca confesó su participación en los crímenes y siempre alegó que Starkweather la obligó a seguirlo, pero no le creyeron debido a que en reiteradas ocasiones tuvo oportunidades de escapar. Recibió una sentencia de cadena perpetua el 21 de noviembre de 1958. Fue encarcelada en el Centro Correccional de Nebraska para Mujeres (Nebraska Correctional Center for Women) en York, Nebraska.

## Nueva vida
Considerada una presa modelo, salió bajo libertad condicional en 1976 después de cumplir 17 años en prisión. Tras su liberación, vivió por un tiempo en el área de Lansing, Michigan y trabajó como ayudante de limpieza y técnico médica, hasta su retiro.
En 2007, se casó con Fredrick Clair, un maquinista que también trabajó como observador del tiempo para el Servicio Meteorológico Nacional. Residió en Stryker, Ohio. Actualmente reside en Hillsdale, Michigan.
Resultó gravemente herida el 5 de agosto de 2013, en un accidente automovilístico cerca de Tekonsha, Michigan. Su marido, Fredrick Clair, que conducía su vehículo utilitario deportivo cuando se salió de la carretera y volcó, murió en la escena del accidente.

## En la cultura popular

### Cine y televisión
- El caso Starkweather-Fugate inspiró las películas The Sadist (1963), Badlands (1973), Kalifornia (1993), Natural Born Killers (1994) y Starkweather (2004). La película hecha para la televisión Murder in the Heartland (1993) es una representación biográfica de Fugate y Starkweather, protagonizada por Fairuza Balk y Tim Roth en los papeles estelares. Stark Raving Mad (1983), una película protagonizada por Russell Fast y Marcie Severson, ofrece un relato ficticio de la ola de asesinatos de Starkweather-Fugate.
- La película de Peter Jackson The Frighteners de 1996 presenta elementos centrales de la trama con personajes casi idénticos a Starkweather y Fugate, que reanudan una ola de asesinatos.
- El caso es recreado en la serie de televisión Las verdaderas mujeres asesinas de Investigation Discovery, en el episodio 4 de la Temporada 4 (2010).
- El primer episodio, "Teenage Wasteland", de la cuarta temporada de la serie A Crime to Remember de ID, retrata los asesinatos y el juicio posterior.
- En el episodio "El decimotercer paso" ("The thirteenth step") de Mentes criminales, de la Temporada 6, describe a unos recién casados en una ola de asesinatos interestatales similar al caso Starkweather-Fugate. (Véase Anexo:Episodios de Mentes criminales).

### Música
- La canción "Nebraska" de Bruce Springsteen de 1982 es una narrativa en primera persona basada en el caso Starkweather-Fugate; asimismo, "Badlands" está llena de temas relacionados con la alienación y el resentimiento del protagonista.
- La canción "Badlands" de Church of Misery en su álbum Houses of the Unholy se centra en los asesinatos y es contada desde una perspectiva en primera persona.
- La canción "Nebraska" de Nicole Dollanganger del álbum ' 'Flowers of flesh and blood' ' fue inspirada por el caso.